# تصميم المناظر الطبيعية الموفرة للطاقة
تصميم المناظر الطبيعية الموفرة للطاقة هو نوع من تصاميم المناظر الطبيعية التي تهدف إلى حفظ الطاقة. وهناك تمييز بين الطاقة المضمنة للمواد وبناء منظر طبيعي، والطاقة المستهلكة من قبل صيانة وتشغيل المناظر الطبيعية.
وتتضمن تقنيات التصميم مايلي :
- زراعة الأشجار بهدف توفير الظلال، والذي يقلل من تكاليف التبريد.
- زراعة أو بناء مصدات الرياح لإبطاء الرياح بالقرب من المباني، والتي تقلل من فقدان الحرارة.
- ملاط للجدار، حيث يتم استخدام الشجيرات المطاطية أو الكروم لإنشاء حاجز الرياح مباشرة على الجدار.
- إيواء الأرض وتحديد مواقع المباني للإستفادة من التضاريس الطبيعية كمصدات للرياح.
- أسطح خضراء والتي تبرد المباني ذات الكتلة الحرارية الإضافية والتبخر والنتح.
- الحد من تأثير الجزر الحرارية مع تمهيد سابق، تمهيد بياض عالي، الظلال، وتقليل المناطق المعبدة إلى أدنى حد.
- إضاءة الموقع مع تجهيزات قطع كاملة، ومستشعرات مستوى الضوء، وتركيبات عالية الكفاءة.

تتضمن تقنيات تصميم المناظر الطبيعية الموفرة للطاقة استخدام المواد المحلية، نقل وتفريغ في الموقع لتقليل عمليات نقل النفايات الخضراء، الأدوات اليدوية بدلاً من البنزين، وقد يشمل ذلك أيضاً استخدام النباتات المقاومة للجفاف في المناطق القاحلة، شراء المخزون من المزارعين المحليين لتجنب استخدام الطاقة في النقل، وتقنيات مماثلة.

## وصلات خارجية
- التصميم السكني المستدام: دليل موارد زيادة كفاءة الطاقة